# Bayram
Bayram (Ausspracheⓘ; osmanisch بایرام, auch بیرام und بیرم, selten  / بذرم) ist die türkische Bezeichnung für Feiertage. Es bezeichnet sowohl die religiösen Feiertage wie Ramazan Bayramı (auch Şeker Bayramı / شکر بيرامی / ‚Zuckerfest‘) und den Kurban Bayramı / قربان بيرامی / ‚Opferfest‘ als auch die staatlichen Feiertage. Im Albanischen und Bosnischen werden lediglich das Opferfest und das Fest des Fastenbrechens als Bajram bezeichnet. Der Begriff wird auch für internationale oder ausländische wichtige Feste und von türkischen Christen für die christlichen Feiertage verwendet.
Die beiden  Hauptfeste des Islam (arabisch: ʿĪd) tragen in der Türkei beide den Namen Bayram. Wegen des islamischen Mondkalenders wandern sie durch alle Jahreszeiten.

## Ramazan Bayramı
Ramazan Bayramı beendet als Fest des Fastenbrechens (arabisch: ʿĪd al-fitr) den Ramadan und beginnt am ersten Tag des Folgemonats Şevval (arabisch: Schawwal). Das Fest dauert drei Tage. Man nennt dieses Fest auch Şeker  Bayramı (Zuckerfest), da sich Muslime mit Süßigkeiten beschenken. Für die muslimische Bevölkerung ist es eines der bedeutendsten und das wohl volkstümlichste Fest. Vielerorts küssen an diesem Tag Jüngere den Älteren die Hände als Zeichen des Respekts und werden ihrerseits mit Bonbons, Geld oder mit einem anderen Geschenk belohnt. Die Respektsbekundung durch das traditionelle Handküssen und  das Führen der Hand  zur eigenen Stirn ist jedoch überwiegend im türkischen Raum üblich. In vielen arabischen Ländern küsst man nur innerhalb der Familie.

## Kurban Bayramı
Siebzig Tage später, ab dem zehnten Tag des Pilgermonats (arabisch: Dhu l-hiddscha), findet das Kurban Bayramı „Opferfest“ (arabisch: Īd ul-Adha) statt, das als höchstes islamisches Fest gilt. Es erinnert  nach islamischer Überlieferung an die verhinderte Opferung von Ismael durch seinen Vater Abraham. Ein zugehöriges Ritual ist daher die Opferung eines Schafes oder einer Kuh. Das Opferfleisch wird an bedürftige Menschen, an Nachbarn und an Freunde verteilt. Das Fest dauert vier Tage.